# زايد أوحماد
زايد أوحماد أومخداش مقاوم مغربي أمازيغي من قبائل آيت مرغاد، حارب الفرنسيين في عدة مناطق نواحي تنغير في أواسط الثلاثينيات. يعتبر من أشهر المقاومين بالجنوب الشرقي للمغرب.

## الولادة والنشأة
ولد زايد أوحماد أومخداش بين 1888 و1894 بقصر (دوار) إقدمان، جماعة أيت هاني المنتمي في تلك الفترة إلى إقليم قصر السوق قبل أن يتحول فيما بعد إلى إقليم الرشيدية ثم بعد التقطيع الجهوي الجديد أصبحت هذه الجماعة تابعة لإقليم تنغير، جهة درعة تافيلالت، من والده حماد أوحمو أومخداش، أما أمه فيقال إنها عطاوية من آيت عطا، وهذا الانتساب مكنه من ربط علاقات مع آيت عطا بتودغى السفلى، التي استغلها في الجهاد لاحقا.
فقد زايد أوحماد زوجته التي كانت تسمى تاعليت أو تاوعديلت في غارة جوية فرنسية بأغبالو نكردوس سنة 1933، كما جرح هو الآخر في هذه المعركة، فرجع إلى بلدته إقدمان بآيت هاني مكسور الخاطر، وقد ازداد نقمة وكرها لفرنسا.

## مشاركته في معركة بادو
تتضارب الروايات فيما يتعلق بمشاركته وهو في الأربعينات من عمره في معركة بادو الشهيرة التي خاضتها قبائل أيت مرغاد في غشت من 1933 بقيادة المقاوم زايد أوسكنتي ضد الجيش الفرنسي، فإذا كانت العديد من هذه الروايات والمصادر تؤكد هذه المشاركة، ، فإننا في المقابل نجد أن الأرشيف الفرنسي-على الأقل المطلع عليه- لا يشير لا صراحة ولا ضمنا لذلك، وهو ما دفع الباحث والكاتب أكسيل أزوركي صاحب كتاب "zaïd ouhmad n'aït makhdach : d'après les archives de l'armée française"، الذي اطلع على مئات الوثائق من هذا الأرشيف حول زايد أوحماد إلى نفي صعوده إلى جبل بادو وقتاله جنبا إلى جنب مع أيت مرغاد في المعركة التي سميت باسم هذا الجبل، معتبرا الكثير مما يقال عنه مجرد أكاذيب تتلقفها الآذان من الأفواه، إلا أن إغفال التقارير الفرنسية لمشاركة زايد أوحماد في معركة بادو وعدم التطرق إليها، يمكن أن يعزى إلى عدم معرفتهم به حينها وعدم شهرته بعد، فهو لم يبدأ أعماله المسلحة ضد فرنسا وأعوانها ولم يُعرف أو يذع صيته حتى بداية 1934، بينما لم تحدد هويته إلا بعد ذلك، أي بعد معركة بادو، أما قبلها فكان مواطنا عاديا كباقي المواطنين. يرد أكسيل أزوركي على هذه الفرضية، قائلا بأن رواية شفوية من سعيد أومخداش ابن عام زايد أوحماد الساكن بأملال تنجداد والذي كان من المسجونين بسببه، تقطع-حسبه-الشك باليقين وتنفي نفيا قاطعا أن يكون زايد أوحماد قد شارك في بادو.

## علاقته بمعركة بوكافر وآيت عطا
هناك من يقول بأن زايد أوحماد كان قبل اندلاع معركة بادو في غشت 1933، من أكبر المساندين لمقاومة آيت عطا في معركة بوكافر التي وقعت في فبراير من نفس السنة، حيث كان على اتصال بها في صاغرو، عن طريق إمدادها بالأسلحة التي كان غنمها في معارك تاردة وغيرها. غير أن صحة تزويد زايد أوحماد لمقاتلي آيت عطا في بوكافر بالأسلحة يصعب التأكد منها، باعتبار أن نشاطه المسلح ضد فرنسا لم يبدأ أصلا حتى يناير 1934 كما تؤكد ذلك التقارير الفرنسية،  في حين أن معركة بوكافر وقعت قبل ذلك بسنة تقريبا وتحديدا في فبراير 1933.
علاقة زايد أوحماد بآيت عطا لم تنفيها التقارير الفرنسية الصادرة يومئذ، لا بل إن أحدها اعتبرهم نصف أصدقائه، إذ جاء في هذه الوثيقة الفرنسية التي تحدثت عن علاقة أوحماد بآيت عطا: “تجدر الإشارة إلى أن زايد أوحماد كان على علاقة وطيدة بأيت عطا أوسيكيس، وأيت عطا صاغرو...كما كان مرحبا به عند أيت عطا الذين يشكلون نصف الأصدقاء الذين يخالطهم”،، غير أن هذه الوثيقة رغم أهميتها، فهي لم توضح طبيعة وتاريخ بداية هذه العلاقة واكتفت بالقول: “لكن غياب نقطة بداية (هذه العلاقة) يعقد فتح تحقيق لدى أيت عطا". لكل ذلك لم يكن غريبا أن يكون مقتله في المجال الترابي لآيت عطا وتحديدا في قرية تدفالت نواحي تنغير.

## من عامل السخرة إلى مقاوم شرس
نقطة التحول في حياة زايد أوحماد الذي أصبح رغما عنه مقاوما شرسا لفرنسا، كانت عندما أهانه أحد المشرفين على إنجاز الطريق الرابط بين آيت هاني وامسمرير، في إطار أعمال السخرة التي كان يفرضها الفرنسيون على الأهالي. قيل إنه صفعه ولكن زايد كتمها في قلبه ولم يبد أي انفعال أو ردة فعل، بل ظل منتظرا الفرصة المواتية للانتقام ورد الصاع صاعين. لم يتأخر ذلك طويلا، حيث كان المكلف بالإشراف على ذلك الورش من أول أهداف زايد أوحماد الذي تمكن من قتله في تاڭونسا بوادي غريس سنة 1934.

## مقتله مع رفاقه وإحراق جثثهم
يوم 5 مارس 1936، تمكنت فرنسا من قتل عدوها الأول حينها؛ زايد أوحماد وثلاثة من رفاقه، حيث تصادف ذلك مع اليوم الثاني لعيد الأضحى.
لم تكتف فرنسا بقنص المتمردين الأربعة الذين كان زايد أوحماد أول قتلاهم، بل أقدمت على حرق جثثهم باستعمال البنزين في محاولة منها الطمس النهائي له،  الذي وصفته إحدى الجرائد الفرنسية الصادرة أنذاك وهي La vigie Marocaine بـ«ملك المحاربين».
كان الهدف من حرق الجثث التي تركت لأيام حتى تعفنت، وصدرت تحذيرات من مغبة دفنها أو حتى الاقتراب منها، إمعانا في إهانة وتعذيب سكان قرية تدفالت وإجبارهم على شم روائحها الكريهة عقابا لهم على تواطئهم مع زايد أوحماد، هو أن لا تتحول قبور هؤلاء المقاومين إلى مزار للسكان وكي لا يشكلوا قدوة ومرجعاً تحتذي به الأجيال التي ستأتي من بعدهم، أكثر من ذلك، فالكاتب زايد أوشنا يقول إن السلطات الفرنسية أصدرت حينها قراراً يقضي بمنع اسم زايد خاصة إذا كان الأب أو حتى الجد أحمد، وذلك خشية أن يظهر«زايد أوحماد» جديد! وذلك أخشى ما كانت تخشاه.

## مقتله
اختلفت الروايات بخصوص قاتل زايد أوحماد بين زاعم بأن من قنصه هو موحى وزبدو (وزبضو، وزدو)، وإن كان هذا الأخير هو الأرجح لأن فرنسا خصصت له مكافأة خاصة باعتباره أول من أطلق النار عليه. أما رواية الباحث زايد أوشنا نقلا عن عيشة حدو التي عاصرت تلك الأحداث وكانت مع زايد أوحماد حتى الساعات الأخيرة قبل مقتله، فتقول بأن قاتل زايد أوحماد كان يدعى عدي أوطالب، الذي يمكن أن يكون هو نفسه يدير أوطالب الوارد في التقارير الفرنسية، حيث كان هو الآخر مخزنيا مع موحى وزبدو في مكتب أسول وخصصت لهما مكافأة مالية مناصفة باعتبارهما من قضا على مقاوم كان يرفض التواجد الفرنسي بالمنطقة. في حين أورد الباحث موحى ختوش أن قاتله لم يكن سوى رفيق دربه بالأمس القريب حماد أوسعيد أوتراروت. والمفترض أنه وقع خطأ في كتابة اسمه وأن المقصود هو سعيد أوحماد أوتراروت الذي قالت عنه التقارير الفرنسية؛ " إنه مارس معه بعض الأعمال المحظورة، إلا أنه تاب عن مقاومة فرنسا والتحق للعمل مخزنيا في مكتب أسول".
لم يمر يوم مقتل زايد أوحماد ورفاقه الثلاثة دون أن يخلف قتلى في صفوف المجندين مع فرنسا، بل أسفر عن مقتل ثلاثة منهم، وجرح رابع، وهؤلاء القتلى هم؛ المخزني محمد أوعلي، المخزني باسو نايت رحو والمخزني محمد نايت رحو. هؤلاء جميعا قتلوا على يد رفيق زايد أوحماد المدعو باسو وعلي نايت حسو آخر من قتل في ذلك اليوم 5 مارس 1936، والذي كان فضلا عن كونه أعرجا أعمى، ولم تتم السيطرة عليه وقتله إلا بعد إشعال النيران في المنزل الذي كان يتحصن فيه بعد ساعات من القتال، حيث أصيب بالاختناق مما أجبره على الخروج وقتله، وبقتل باسو وعلي طوت فرنسا صفحة مقاومة زايد أوحماد.

## معاقبة مخالطيه ومكافأة المتعاونين مع فرنسا ضده
تنوعت العقوبات الفرنسية بحق مخالطي زايد أوحماد بين السجن لمدد تراوحت بين سنة وثلاثين سنة ودفع غرامات مالية قاسية، مع ما رافق ذلك من مصادرة الأملاك والاستنطاق تحت التعذيب لنزع الاعترافات.
لم تقتصر الغرامات المالية الكبيرة المفروضة من طرف فرنسا على أشخاص بعينهم، بل شملت دواوير بكاملها على شكل عقوبات جماعية.
في مقابل العقوبات المشددة التي اتخذت في حق المتهمين بالتعاون مع زايد أوحماد، تلقى مساعدو فرنسا وعائلاتهم مساعدات ومكافآت مالية سخية في ذلك الوقت ترددت بين 2000 و5000فرنك فرنسي، جزاء لهم على وقوفهم معها للقضاء على الثائر زايد أوحماد.

## أماكن تحمل اسمه
اعترافًا بما قدمه للوطن، أطلق اسم زايد أوحماد على شوارع وأزقة ومؤسسات تعليمية، ولعل أشهر ما أطلق عليه اسم هذا المقاوم، واحد من أكبر شوارع العاصمة الاقتصادية للمغرب؛ الدار البيضاء وهو شارع زايد أوحماد.
أما في منطقته، فتعتبر ثانوية زايد أوحماد أشهر وأول ثانوية في مدينة تنغير.[بحاجة لمصدر]
وفي تنغير دائما، سمي واحد من أشهر أزقتها باسمه وهو الزقاق المعروف كذلك باسم «أسدرم» حيث تعرض الملابس الرجالية ويعرف رواجا وحركة كبيرين.[بحاجة لمصدر]
وغير بعيد عن تنغير، وفي بلدة آيت هاني التي كان تابعا لها، توجد مجموعة مدارس زايد أوحماد، كما توجد مجموعة مدرسية أخرى بنفس الاسم في كرس تعلالين دائرة الريش.[بحاجة لمصدر]
أما كلميمة فبها هي الأخرى شارع زايد أوحماد.[بحاجة لمصدر]